# Agaricostilbomycetes
Agaricostilbomycetes é uma classe de fungos do subfilo Pucciniomycotina dos Basidiomycota. Está composta por duas ordens, 3 famílias, 10 géneros e 47 espécies.